# Quattro passi fra le nuvole
Quattro passi fra le nuvole is een Italiaanse dramafilm uit 1942, geregisseerd door Alessandro Blasetti. De film was een voorloper op het Italiaans neorealisme, die in 1943 echt tot bloei kwam. De film was genomineerd voor een BAFTA Award in 1948 (categorie beste film ter wereld), maar toen viel Laurence Olivier met zijn film Hamlet in de prijzen.
De film is enkele keren herschreven, als Sous le ciel de Provence in 1956, als A Walk in the Clouds in 1995 en als Dhaai Akshar Prem Ke in 2000.

## Verhaal
Het verhaal gaat over een getrouwde agent voor een snoepjesfabrikant (gespeeld door Cervi). Hij leidt een stabiel, misschien wat saai gezinsleven in een grote niet nader genoemde stad in het noorden van Italië.
Tijdens het reizen in een trein voor zakelijke doeleinden, ziet hij een jonge vrouw die wordt afgeschrikt door de conducteur. Ze heeft geen kaartje en kan zich niet veroorloven er een te kopen. De agent helpt haar. Ze vraagt of hij nog een gunst voor haar wil doen. Ze is net verlaten door haar vriendje nadat ze zwanger bleek te zijn en ze is nu op weg terug naar de familieboerderij. Ze kan nergens anders heen, maar ze is zeker dat haar vader haar niet binnen zal laten zodra hij beseft dat ze ongehuwd is. Ze is doodsbang en smeekt de agent om mee naar boerderij te gaan en zich voor te doen als haar man. Het bedrog duurt slechts enkele dagen, waarna hij weer terug kan naar zijn normale leven en werk en ze dan kan beweren te zijn verlaten. De agent besluit dat het nemen van een paar dagen vrij een kleine prijs is om te betalen voor het redden van het meisje en gaat samen met haar uit de trein.
Aangekomen op de boerderij, vindt de agent het moeilijk om de leugen te handhaven, maar in een gepassioneerde toespraak overtuigt hij de vader van het meisje om haar thuis te laten. Waarna hij weer teruggaat naar zijn vrouw en gezin zonder aldaar iets te zeggen.

## Rolverdeling
| Acteur           | Personage     |
| ---------------- | ------------- |
| Gino Cervi       | Paolo Bianchi |
| Adriana Benetti  | Maria         |
| Giuditta Rissone | Clara Bianchi |
| Carlo Romano     | Antonio       |